# Jiřice u Moravských Budějovic
Obec Jiřice u Moravských Budějovic (německy Irztitz) se nachází v okrese Znojmo v Jihomoravském kraji. Žije zde 54 obyvatel.
Sousedními obcemi sídla jsou Hostim, Prokopov, Boskovštejn a Střelice.

## Název
Písemné záznamy z 15. a 16. století ukazují název Jehřice, nejstarší doklad z roku 1349 má podobu Jereč. Název vsi asi zprvu zněl Jareč (v mužském rodě) a byl odvozen od osobního jména Jarek nebo Jarec (což byly domácké podoby některého jména začínajícího na Jaro-, např. Jaromír). Význam takového jména pak byl "Jarkův/Jarcův majetek". Podoba Jehřice je naposledy doložena k roku 1563, v mladších dokladech je vždy Jiřice. Proměny jména byly vyvolány pravidelnými (Ja > Je) i nepravidelnými a nářečními (Je > Ji, ř > hř) hláskovými změnami a výměnou zakončení (vlivem jmen jiných blízkých sídel).

## Historie
První písemná zmínka o obci pochází z roku 1349 (Jerecz). V roce 1964 byla obec sloučena se sousední Hostimí. K 1. lednu 1991 se opět osamostatnila.

## Pamětihodnosti
- Kaple na návsi
- Boží muka
- Rozhledna Anička se 14 zastaveními křížové cesty Bedřišky Znojemské